# 偏桥卫
偏桥卫，明洪武二十三年（1390年）置，在今贵州省施秉县。属湖广都司。地控黔、楚通道，驻有重兵。明万历中，杨应龙为乱，袭此而断黔、楚路；天启初，安邦彦反，犯此以危黔贵。清康熙二十六年（1687年）废。 